# Salarjevo
Salarjevo (ryska: Сала́рьево) är södra slutstationen på Sokolnitjeskajalinjen i Moskvas tunnelbana. Stationen öppnades den 15 februari 2016. 
Namnet kommer från byn Salarjevo som låg här innan Moskva expanderade åt sydväst 2012. Stationen ligger i okrugen Novomoskovskij, söder om Ukrainamotorvägen M3. Stationerna Salarjevo och Rumjantsevo är okrugens första tunnelbanestationer.